# Brahms: The Boy II
Brahms: The Boy II es una película estadounidense, perteneciente al género de terror dirigida por William Brent Bell y escrita por Stacey Menear. Es una secuela de la película de 2016 The Boy, y está protagonizada por Katie Holmes, Ralph Ineson, Owain Yeoman y Christopher Convery.
Fue estrenada el 21 de febrero de 2020 por STX Entertainment.

## Sinopsis
Una familia joven, sin darse cuenta de la oscura historia, se mudan a la Mansión Heelshire. La premisa sigue la historia del hijo más joven que se encuentra un muñeco de porcelana y se hace amigo de Brahms.

## Argumento
Liza y su hijo Jude son atacados en su casa a altas horas de la noche, después de que Liza escucha ruidos en el piso de abajo que investiga. Luego es agarrada por dos hombres enmascarados y sufre una herida en la cabeza. Liza y Jude quedan traumatizados por el suceso. Ella está plagada de pesadillas, mientras que Jude permanece traumatizado incluso después de la terapia y se comunica a través de un bloc de notas. El marido de Liza sugiere que se trasladen al campo para recuperarse. La familia se muda a una mansión.
Ellos exploran la propiedad y Jude encuentra un muñeco de porcelana enterrado en el suelo. Liza y Sean exploran una mansión cercana. Liza lo busca y lo encuentra en posesión del muñeco. Liza limpia a "Brahms".
Liza y Jude dan un paseo por la propiedad a petición de Jude. Ellos conocen a Joseph y su perro. Las tensiones aumentan cuando Sean insta a Liza a hablar sobre los acontecimientos del robo, y ella no lo hará. Liza y Sean escuchan a Jude hablar en su habitación. Le preguntan si está hablando con Brahms y Jude escribe "sí" en su libreta. Suceden sucesos extraños en la casa, y Sean y Liza discuten un cambio en el comportamiento de Jude con su terapeuta.
Joseph habla con Jude sobre la desaparición de su perro, pero nadie parece haberlo visto. Liza encuentra imágenes inquietantes y supone que han sido dibujadas por Jude. La familia cena y Jude escribe en su libreta que falta el plato de Brahms. Liza dice que Brahms no come porque es un muñeco. Ella y Sean discuten en la cocina y Sean sale de la habitación. Ella va a sentarse con Jude a la mesa y le dice que debe quedarse en la mesa hasta que coma. Él escribe en su libreta que ella está volviendo loco a Brahms. Ella sale del comedor y escucha un fuerte ruido. Ella y Sean entran corriendo a la habitación. Jude escribe que le dijo a Liza que no hiciera enojar a Brahms. Sean y Liza no están de acuerdo sobre las cosas misteriosas que están sucediendo.
Jude se va a la mansión cercana con Brahms en la mano. Joseph encuentra a Sean y Liza en la mansión y les cuenta brevemente sobre una familia que había vivido allí antes. Dice que allí había vivido un niño llamado Brahms.
El hermano de Sean y su familia vienen de visita. Will resulta misteriosamente herido durante la visita. Liza se enoja aún más y luego golpea a Joseph en la cabeza y luego le ruega saber dónde está Jude. Joseph le dice que todo terminará pronto y que "Brahms y Jude serán uno". Ella va a buscar a Jude a la mansión.
Sean encuentra a Liza y Jude en el sótano y golpea a Brahms con un mazo de croquet. Luego, Joseph comienza a asustarse y dice que "nunca terminará" y que Brahms se cargará con él por el hecho de que la familia no "siguió las reglas". Luego explota un horno. Jude agarra a Brahms y lo arroja al fuego.
Liza y Jude pronto regresan a su casa en la ciudad y todo parece normal. Jude se acerca a su cómoda y se pone una máscara de porcelana. El le desea buenas noches a Brahms y le dice que todo estará bien si su familia sigue las reglas.

## Reparto
- Owain Yeoman como Sean.
- Katie Holmes como Liza.
- Christopher Convery como Jude.
- Ralph Ineson como Joseph.
- Anjali Jay como la Dra. Lawrence
- Fabio William como Brahms.

## Producción
En octubre del año 2018, se anunció que Katie Holmes se había unido al elenco de la película, con William Brent Bell regresando para dirigir la película, a partir de un guion de Stacey Menear, con Matt Berenson, Gary Lucchesi, Tom Rosenberg, Jim Wedaa y Eric Reid como productores de la película, bajo la producción de Lakeshore Entertainment, con STX Entertainment produciendo y distribuyendo la película. En noviembre de 2018, Christopher Convery, Ralph Ineson y Owain Yeoman se unieron al elenco de la película.

## Filmación
La fotografía principal de la película comenzó en enero del año 2019 y terminó en marzo del mismo año.

## Estreno
Brahms: The Boy fue estrenada el 21 de febrero de 2020.  Previamente estaba programada para ser lanzada el 26 de julio de 2019 y el 6 de diciembre de 2019, pero en ambas ocasiones se retrasó por problemas de producción.